# Parcul Natural Aveto
Parcul Natural Aveto (Parco Naturale Regionale dell'Aveto) este situat în provincia Genua, Liguria, Italia. El a fost declarat parc natural în anul 1995, parcul cuprinde  pe teritoriul său localitățile Santo Stefano d'Aveto, Rezzoaglio, Borzonasca, Mezzanego și Ne, întinzându-se pe o suprafață de 3.018 ha. Pe teritoriul său se află o regiune importanta din Apennini Ligurici, cu un relief ca și o floră și faună variată.

## Galerie de imagini

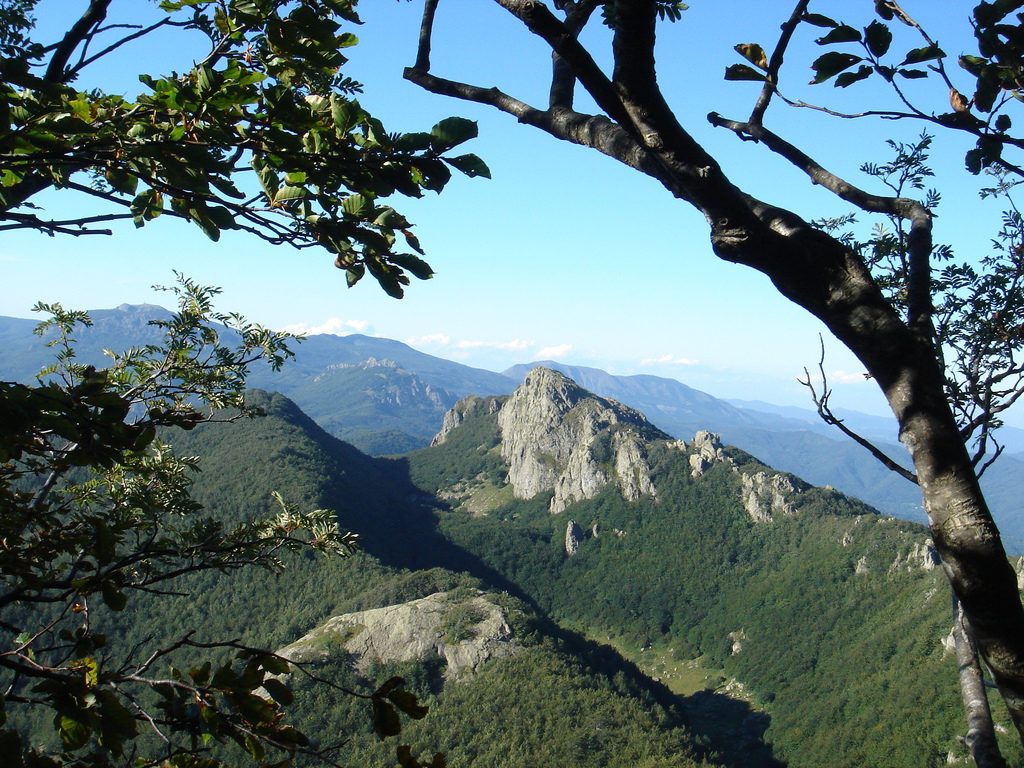
Monte Penna
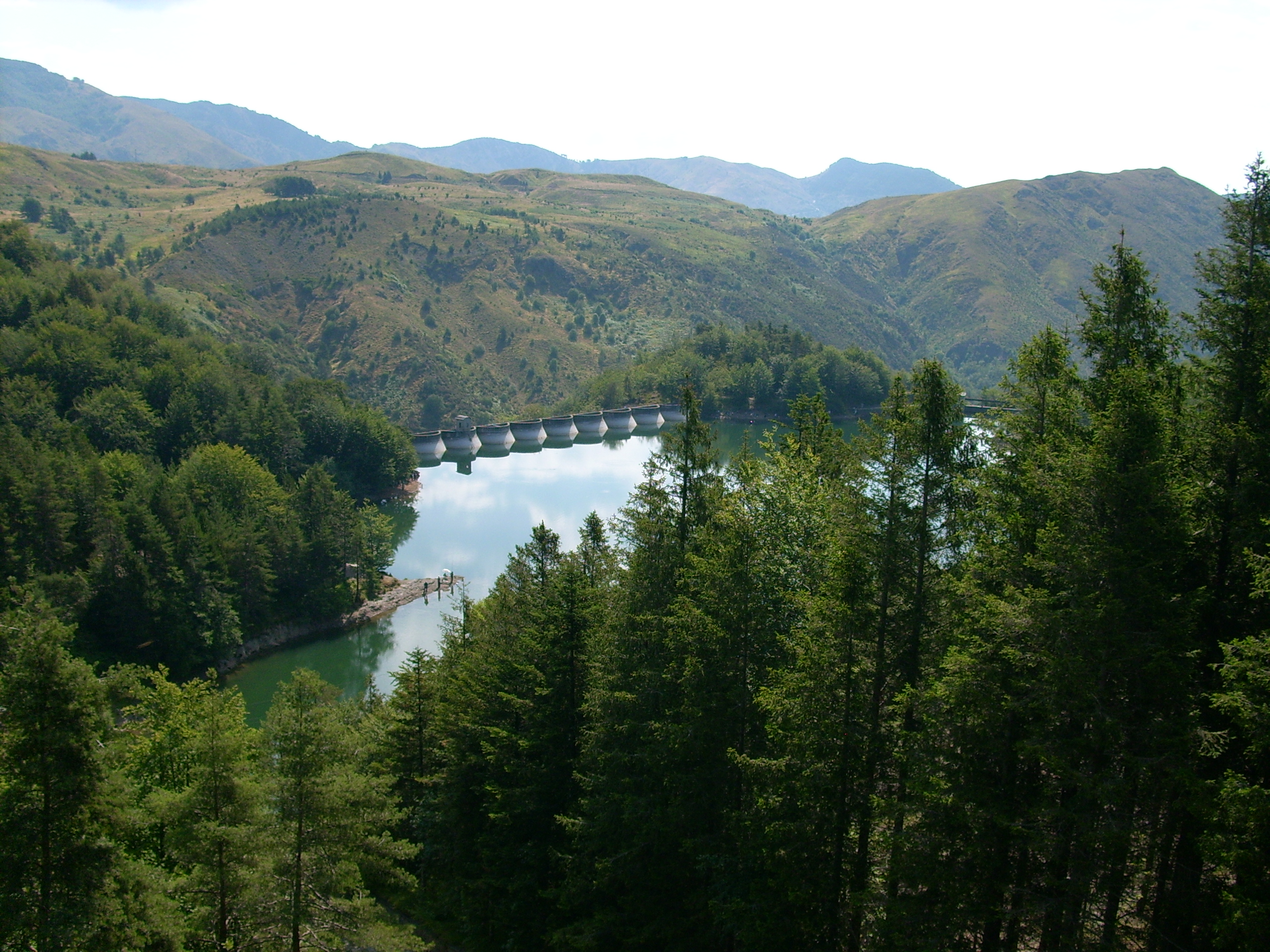
Lago Giacopiane
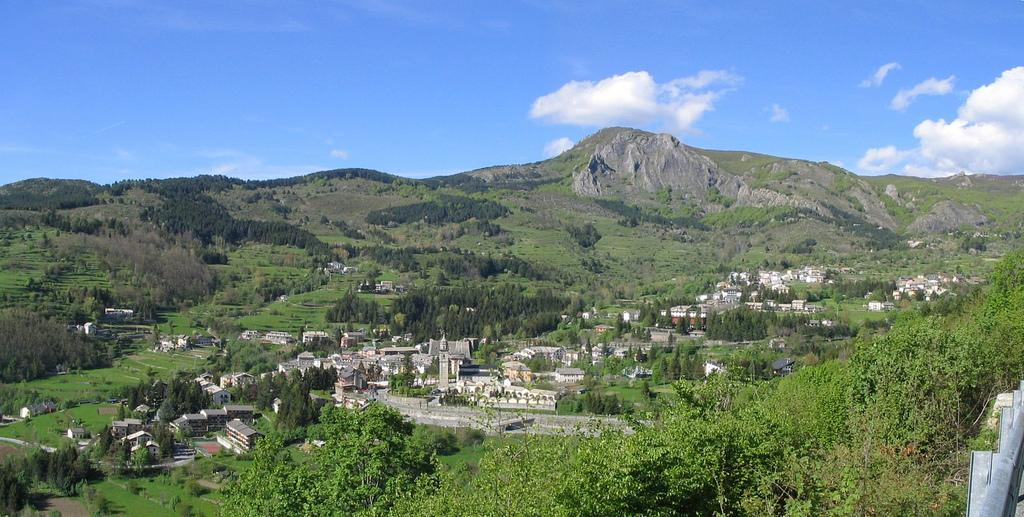
Santo Stefano d’Aveto
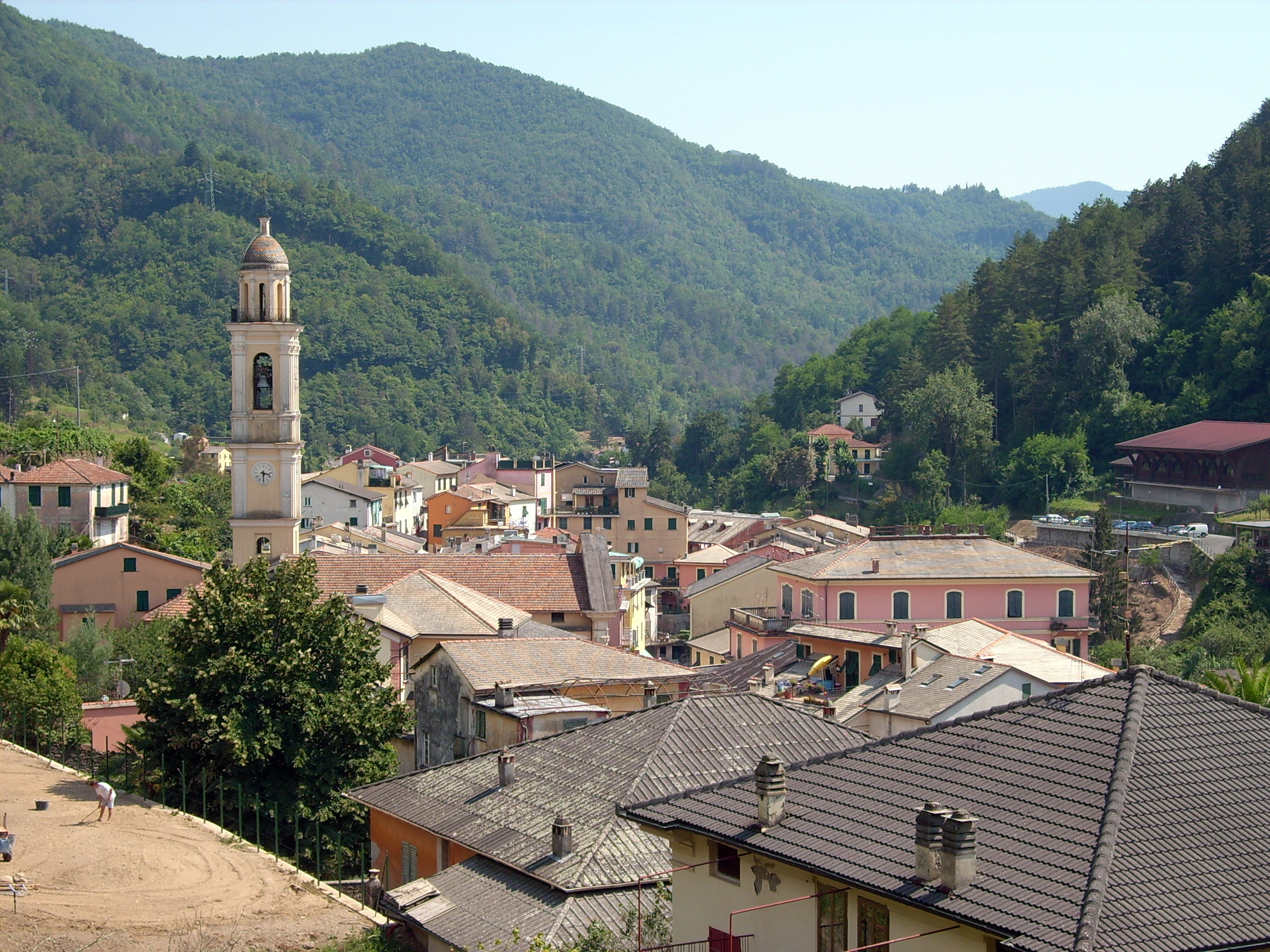
Borzonasca